# Neoserica kalliesi
Neoserica kalliesi är en skalbaggsart som beskrevs av Ahrens 2003. Neoserica kalliesi ingår i släktet Neoserica och familjen Melolonthidae. Inga underarter finns listade i Catalogue of Life.